# 1863 en philosophie
Chronologie de la philosophie
- 1859
- 1860
- 1861
- 1862
- 1863
- 1864
- 1865
- 1866
- 1867

L’année 1863 a été marquée, en philosophie, par les événements suivants :

## Événéments
- 1er février  : legs à l'université de Paris par Victor Cousin de sa bibliothèque (16 000 volumes, dont un ensemble d'ouvrages de philosophie du XIXe siècle, une collection de manuscrits, d'estampes et de livres précieux du XVe au XVIIIe siècle ; s'y ajoutent les papiers du philosophe) ; ce legs constitue le fonds Victor-Cousin à la bibliothèque de la Sorbonne.

## Publications
- Philosophie occulte. Première série : Fables et Symboles d'Éliphas Lévi.
- Du principe fédératif et de la Nécessité de reconstituer le parti de la révolution de Pierre-Joseph Proudhon.
- Vie de Jésus d'Ernest Renan, succès européen et scandale en France.
- La Vie sans principe, essai de Henry David Thoreau.

## Naissances
- 12 janvier : Swami Vivekananda, philosophe et maître spirituel indien qui a fait connaître l'hindouisme au monde occidental, mort en 1902 à 39 ans.
- 25 janvier : Rufus Jones, philosophe et théologien quaker américain, mort en 1948 à 85 ans.
- 31 janvier : Henri Berr, philosophe français, fondateur de la Revue de synthèse, mort en 1954 à 91 ans.
- 25 mai : Heinrich Rickert, philosophe allemand, mort en 1936 à 73 ans.
- 23 septembre : Evgueni Troubetskoï, philosophe russe, mort en 1920 à 56 ans.
- 16 novembre : Antonin-Gilbert Sertillanges, prêtre dominicain français et philosophe moraliste, mort en 1948 à 84 ans.
- 16 décembre : George Santayana, écrivain et philosophe américano-hispanique de langue anglaise, mort en 1952 à 86 ans.

## Décès
- 28 juin : Jean Reynaud, philosophe français, né en 1806.
- 27 décembre : Émile Saisset, philosophe français, né en 1814.